# Jølster
Gmina Jølster (norw. Jølster kommune) – norweska gmina leżąca w regionie Sogn og Fjordane. Jej siedzibą jest miejscowość Skei.
Jølster jest 167. norweską gminą pod względem powierzchni.

## Demografia
Według danych z roku 2005 gminę zamieszkuje 2918 osób. Gęstość zaludnienia wynosi 4,4 os./km². 
Pod względem zaludnienia Jølster zajmuje 277. miejsce wśród norweskich gmin.
| ludność stan na 1 stycznia 2005 |         |           |       |
|                                 | kobiety | mężczyźni | razem |
| osób                            | 1456    | 1462      | 2918  |
| %                               | 49,9%   | 50,1%     | 100%  |

| wykształcenie stan na 1 października 2004 |        |         |        |        |
|                                           | podst. | średnie | wyższe | niezn. |
| osób                                      | 388    | 1422    | 404    | 29     |
| %                                         | 17,3%  | 63,4%   | 18,01% | 1,29%  |

## Edukacja
Według danych z 1 października 2004:
- liczba szkół podstawowych (norw. grunnskolar): 2
- liczba uczniów szkół podst.: 451

## Władze gminy
Według danych na rok 2011 administratorem gminy (norw. rådmann) jest Ingvild Hjelmtveit, natomiast burmistrzem (norw. ordfører, d. norw. borgermester) jest Gerd Jofrid Aud Dvergsdal.